# Carl Benz
 (juillet 2024).
Pour les articles homonymes, voir Benz.
Carl Benz, né le 25 novembre 1844 à Mühlburg, quartier de Karlsruhe et mort le 4 avril 1929 à Ladenburg, est un inventeur allemand, pionnier de l'automobile, et fondateur de Benz & Cie qui devient Mercedes-Benz en 1926, après la fusion avec Daimler-Motoren-Gesellschaft.

## Biographie

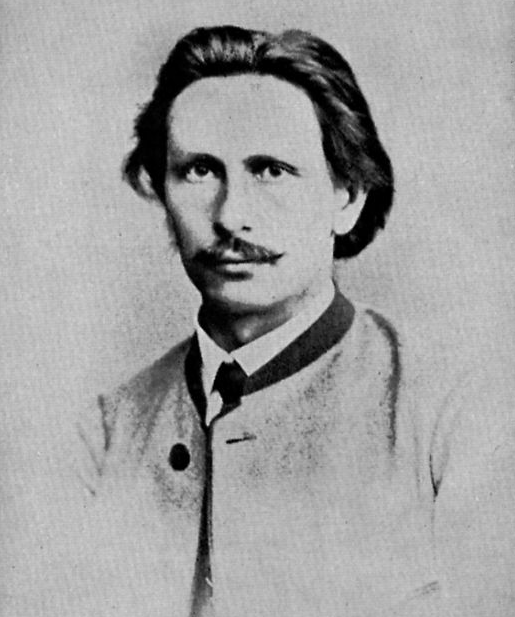
Carl Benz à l’âge de 25 ans (1869).

### Jeunesse
Carl Benz naît le 25 novembre 1844 sous le nom Karl Friedrich Michael Vaillant à Mühlburg (aujourd'hui un quartier de Karlsruhe), comme enfant illégitime de Josephine Vaillant. Sa mère est protestante, d'ascendance huguenote, son père, catholique. Johann Georg Benz est venu de Pfaffenrot (municipalité d'aujourd'hui Marxzell). Il a travaillé au Großherzoglich Badische Staatseisenbahnen (en français : « Chemin de fer d'Etat du Grand-duché de Bade »).
Selon le registre paroissial, les témoins du baptême étaient les « citoyens, aubergistes et brasseurs » Michael Kramer de Mühlburg et le maître cordonnier Karl Axtmann de Karlsruhe, dont les ancêtres viennent de Schielberg, très proche de Pfaffenrot. On peut supposer que Michael Kramer était l’employeur de la mère à l’époque et qu’il avait continué à fournir des logements à sa femme de chambre enceinte. C’est probablement le lieu de naissance de son auberge à la Rheinstraße 22. Plus tard, on lui a donné le nom de « Ville de Karlsruhe ». Il a été démoli à la fin des années 1950. 
Environ un an plus tard, le 16 novembre 1845, ses parents se marient à l'église catholique Saint-Étienne de Karlsruhe. Le témoin était Michael Kramer. L'enfant est renommé en Karl Friedrich Michael Benz. Carl Benz préfère l'orthographe Carl et publie ses Lebenserinnerungen (en français : « mémoires ») sous le nom de Carl Friedrich Benz. Après leur mariage, ses parents déménagent avec leur enfant à Karlsruhe. En 1846, alors que Carl Benz n'a que deux ans, son père meurt de pneumonie.
Carl Benz étudie le génie mécanique à l'université de Karlsruhe.
Après son lycée et ses études techniques, son amour pour les locomotives le conduit à une usine de locomotives - l'entreprise de génie mécanique de Karlsruhe - pendant deux ans et demi.
Puis il intègre à Mannheim le bureau technique de Johann Schweizer. Il construit des grues, des wagons, des centrifugeuses, etc.
Afin d'acquérir de l'expérience dans la construction de ponts, il rejoint les frères Benckiser à Pforzheim.

### Première société, de matériaux de construction
En 1871, il fonde sa première société, de fournitures de matériaux de jardinage, et se marie l'année suivante avec Bertha Ringer avec laquelle il aura cinq enfants.

### Fondation de Benz & Compagnie
En 1883, il fonde la société Benz & Cie. et commence à construire des moteurs industriels à Mannheim.

### Développement de sa première automobile Benz

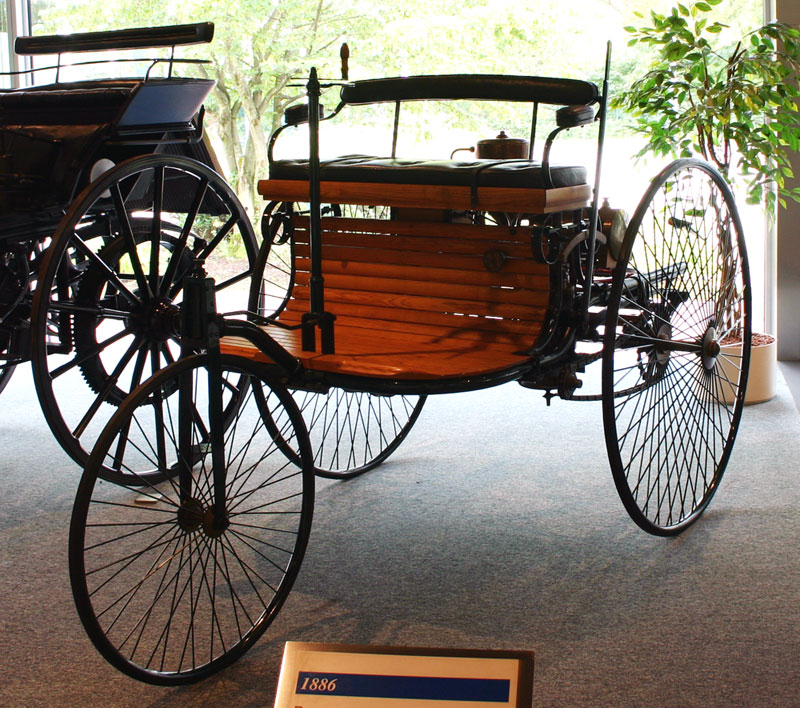
Tricycle Benz 1 de 1886

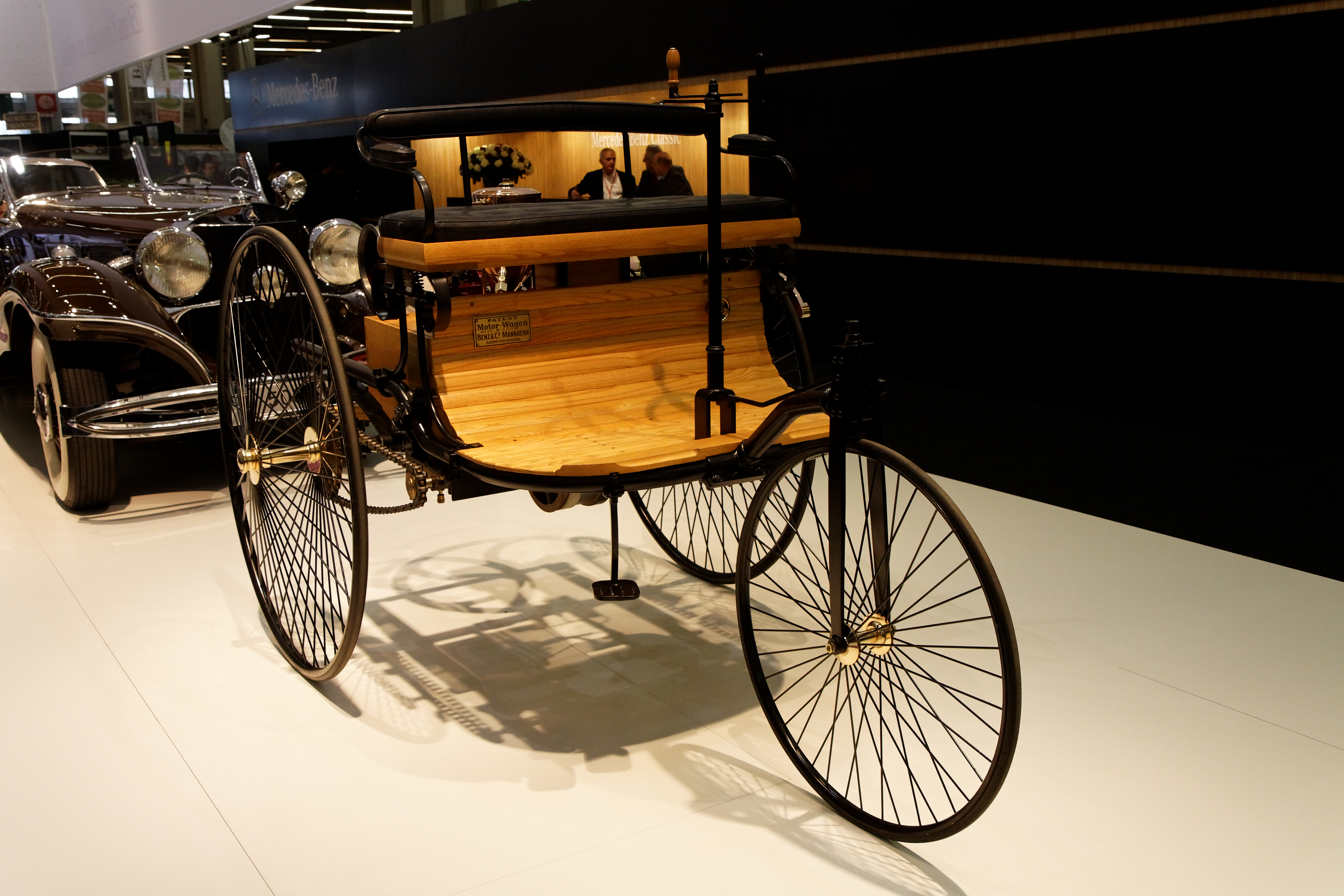
Le même, sous un autre angle.

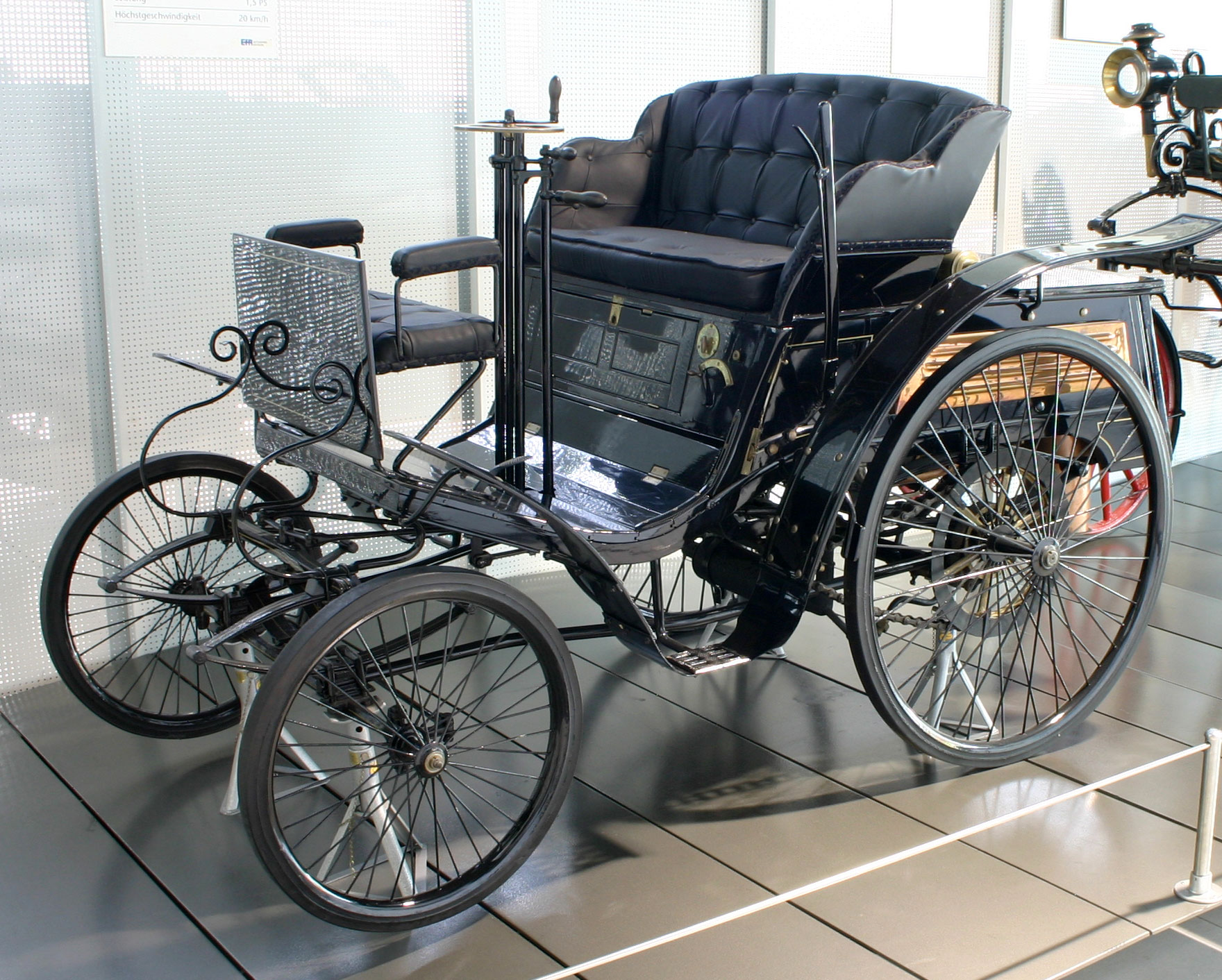
Benz Velo de 1894

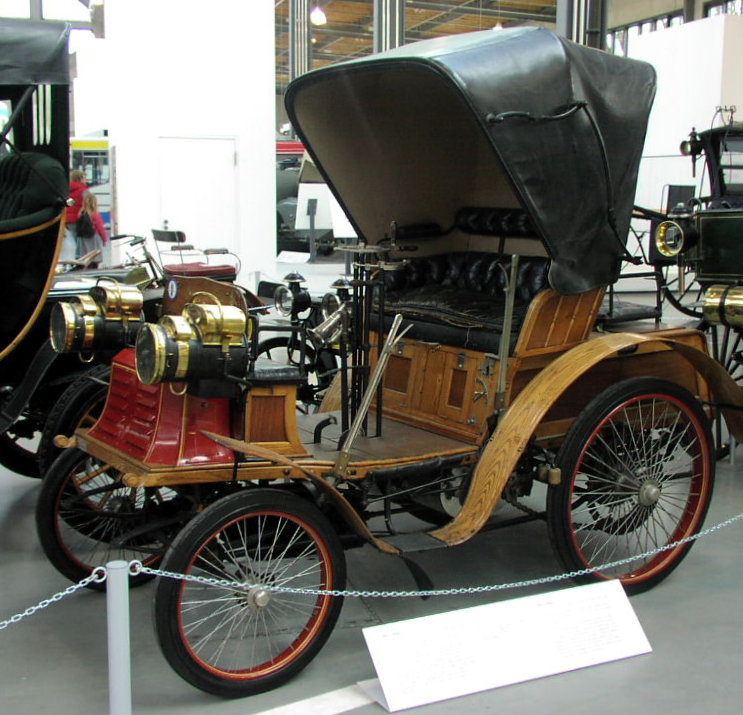
Benz Ideal de 1901 au Deutsches Museum de Munich

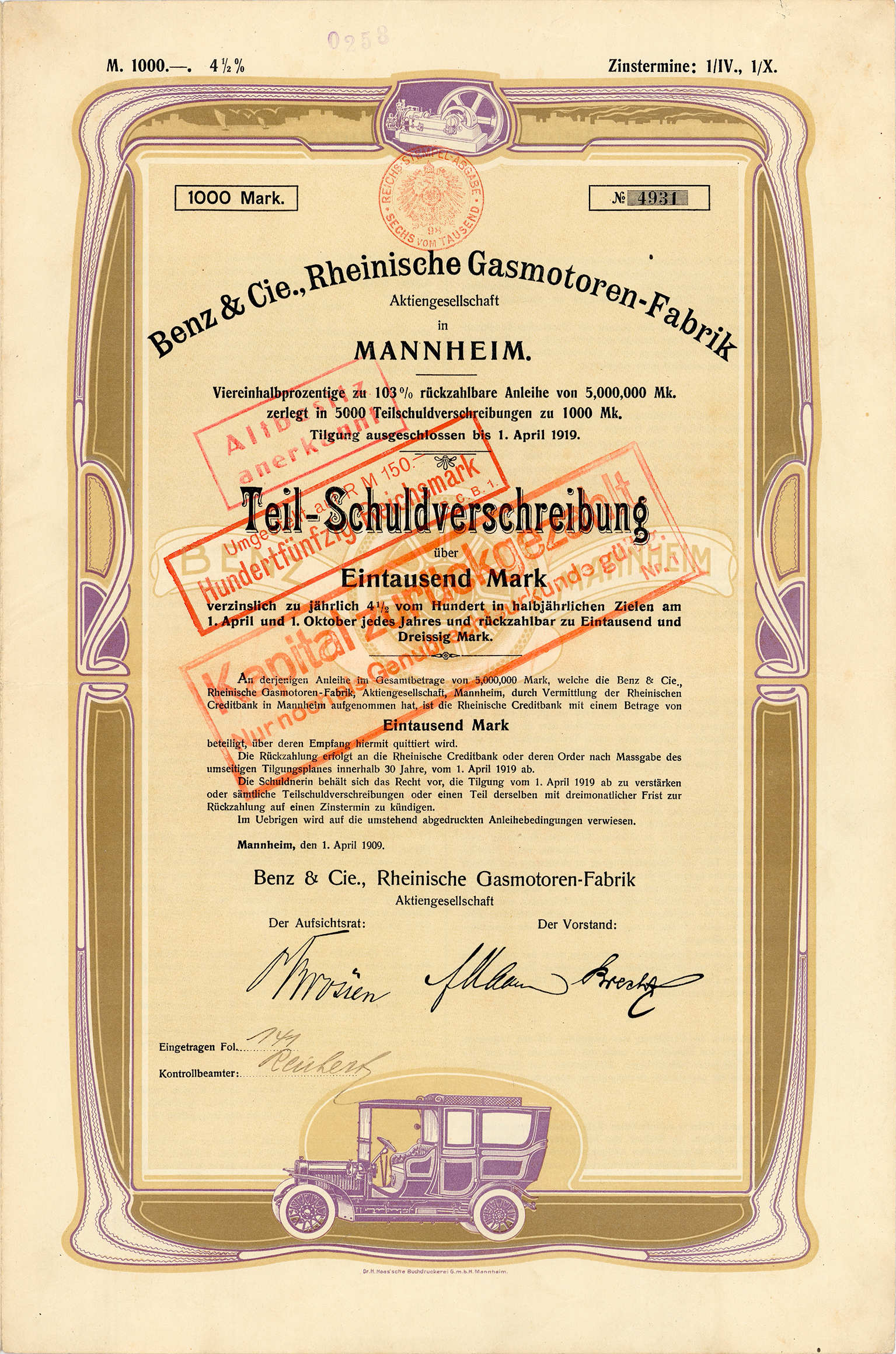
Obligation du Benz & Cie. Rheinische Gasmotoren-Fabrik AG en date du 1 avril 1909

En 1885, Benz développe le Téo (ou « Tricycle Teo ») en installant un monocylindre refroidi par eau, d'un litre de cylindrée et de cinq cent soixante watts, avec allumage électrique, soupape d'admission commandée, boîte de vitesses et différentiel, sur un tricycle dont il fait juste faire le tour du pâté de sa maison. De 1885 à 1887, il crée trois versions du tricycle : le modèle 1, donné en cadeau au musée allemand en 1906, le modèle 2, qui a vraisemblablement été transformé à plusieurs reprises et le modèle 3 avec roues à rayons en bois. Le 29 janvier 1886, il dépose le brevet DRP-37435.
Le 5 août 1888, son épouse Bertha lassée de l'attitude frileuse de son mari qui ne veut pas présenter ses inventions et a largement hypothéqué sa dot, part à son insu au petit matin avec le prototype du Benz Patent Motorwagen (modèle 3) pour parcourir le premier trajet sur longue distance en automobile, soit les 104 kilomètres qui séparent Mannheim de Pforzheim. Cette équipée (nécessité de changer les piles de recharge, difficulté d'approvisionnement de benzine chez les pharmaciens, eau pour refroidir les moteurs, voyage retracé dans la Bertha Benz Memorial Route) avec ses deux fils Richard et Eugen, à la vitesse remarquable pour l'époque, de 15 km/h incitera Carl à apporter divers perfectionnements au véhicule, en lui adjoignant notamment une vitesse supplémentaire pour gravir plus commodément les côtes.
En 1890 il s'associe avec Friedrich von Fischer, qui se charge de l'administration interne, et avec Julius Ganss, responsable des ventes. Carl Benz, lui, se consacre au développement de la partie technique de l'affaire qui progresse sensiblement.
L'année 1893 voit la fabrication de la première voiture Benz à quatre roues, la Benz Victoria, suivie, l'année suivante, de la Benz Velo, qui devient le modèle de base des premiers camions et bus en 1895.
En 1896, la première Benz Kontra-Motor apparaît, avec un moteur à deux cylindres horizontaux opposés. Le premier camion Benz est fabriqué la même année. En 1898, des pneus en caoutchouc sont adoptés pour la Benz Confortable. En 1899, la production sera de 572 voitures et Benz devient l'un des plus importants fabricants d'automobiles d'alors. L'année suivante, ce chiffre est dépassé, avec la fabrication de 603 véhicules.
La première voiture de course Benz apparaît en 1899 et sera à l'origine de nombreux succès.
En 1910, Benz & Cie. acquiert la « Süddeutsche Automobil-Fabrik » de Gaggenau. Le grand promoteur de l'automobile en Empire allemand, le Prince Henri de Prusse, n'utilise alors que des « Benz ».
Le 25 novembre 1914, l'Université de Karlsruhe, où il a étudié, lui décerne le titre de Docteur honoris causa.
Sa maison se visite à Ladenburg et l'une des premières voitures peut y être vue.
Il est inhumé à Ladenburg.

### Fondation de Mercedes-Benz
En 1924, Carl Benz et Paul Daimler (fils et successeur de Gottlieb Daimler et propriétaire de la marque Mercedes cédée par Emil Jellinek-Mercedes) mettent leurs intérêts en commun. Les deux entreprises vont fusionner en 1926 et devenir la firme Mercedes-Benz.

## Galerie

Différents véhicules conçus par Carl Benz
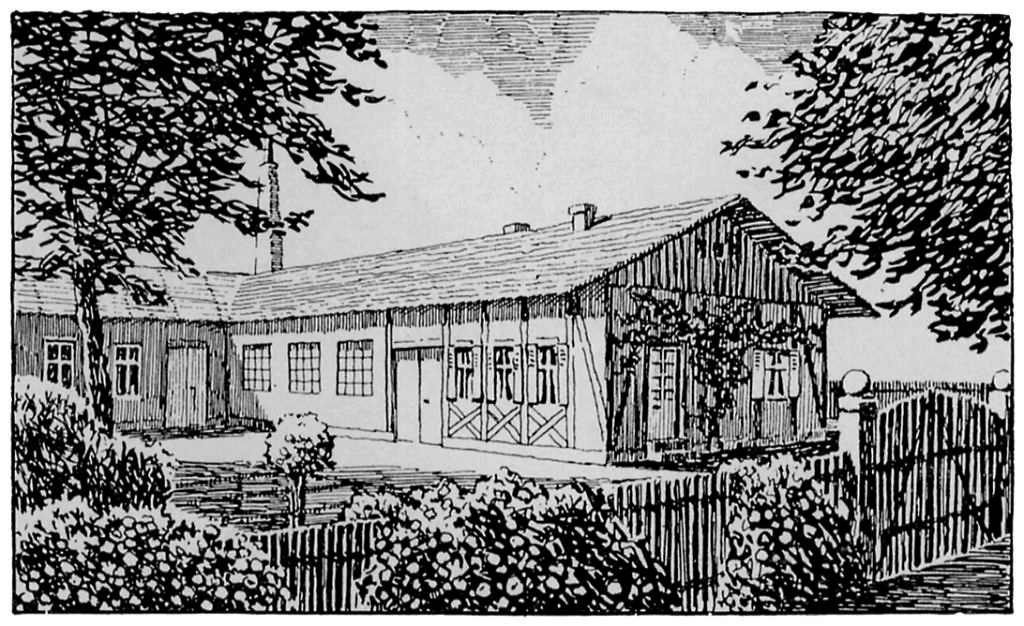
L'atelier de Carl Benz à Mannheim, Allemagne
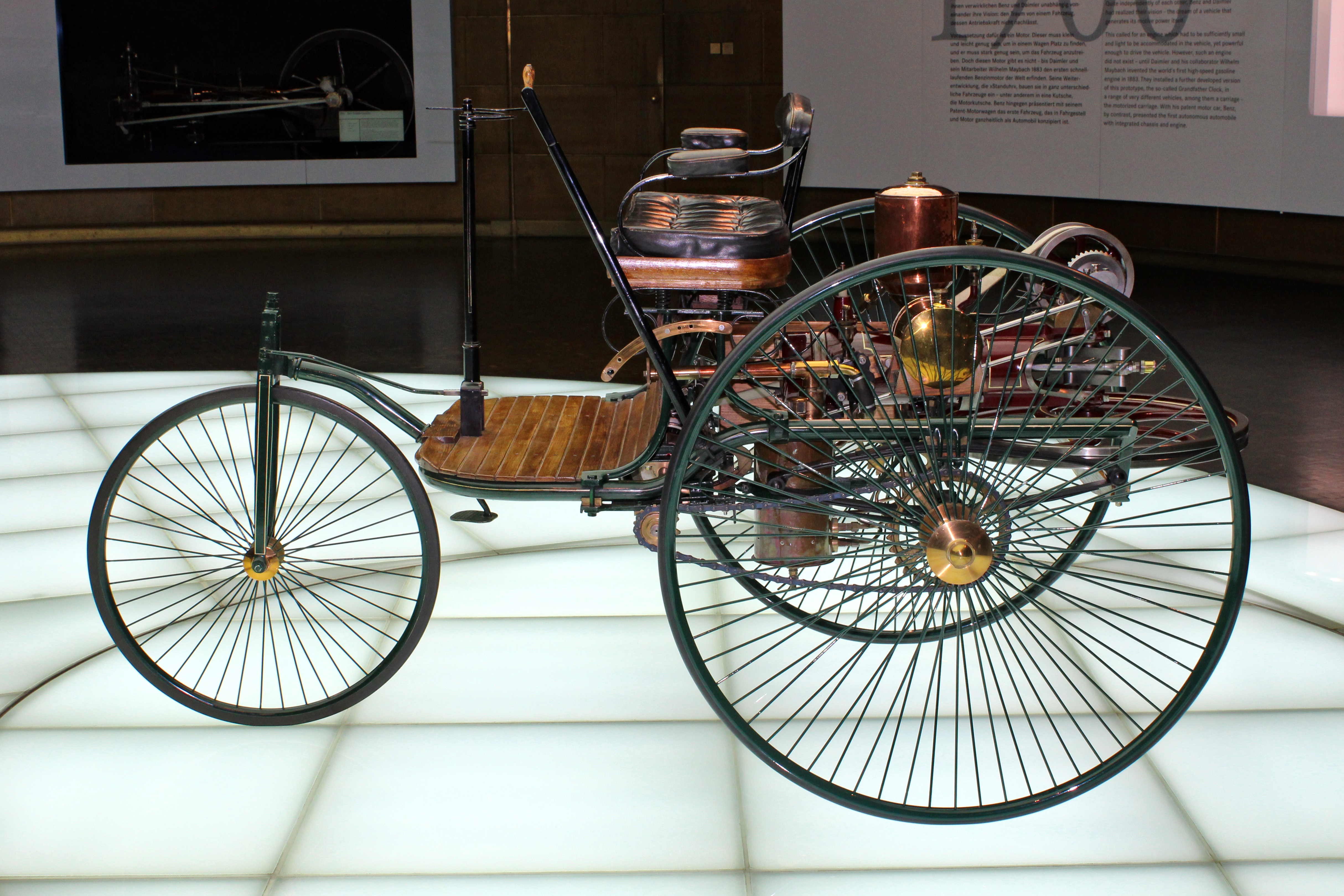
Réplique de la Benz Patent Motorwagen construite en 1885
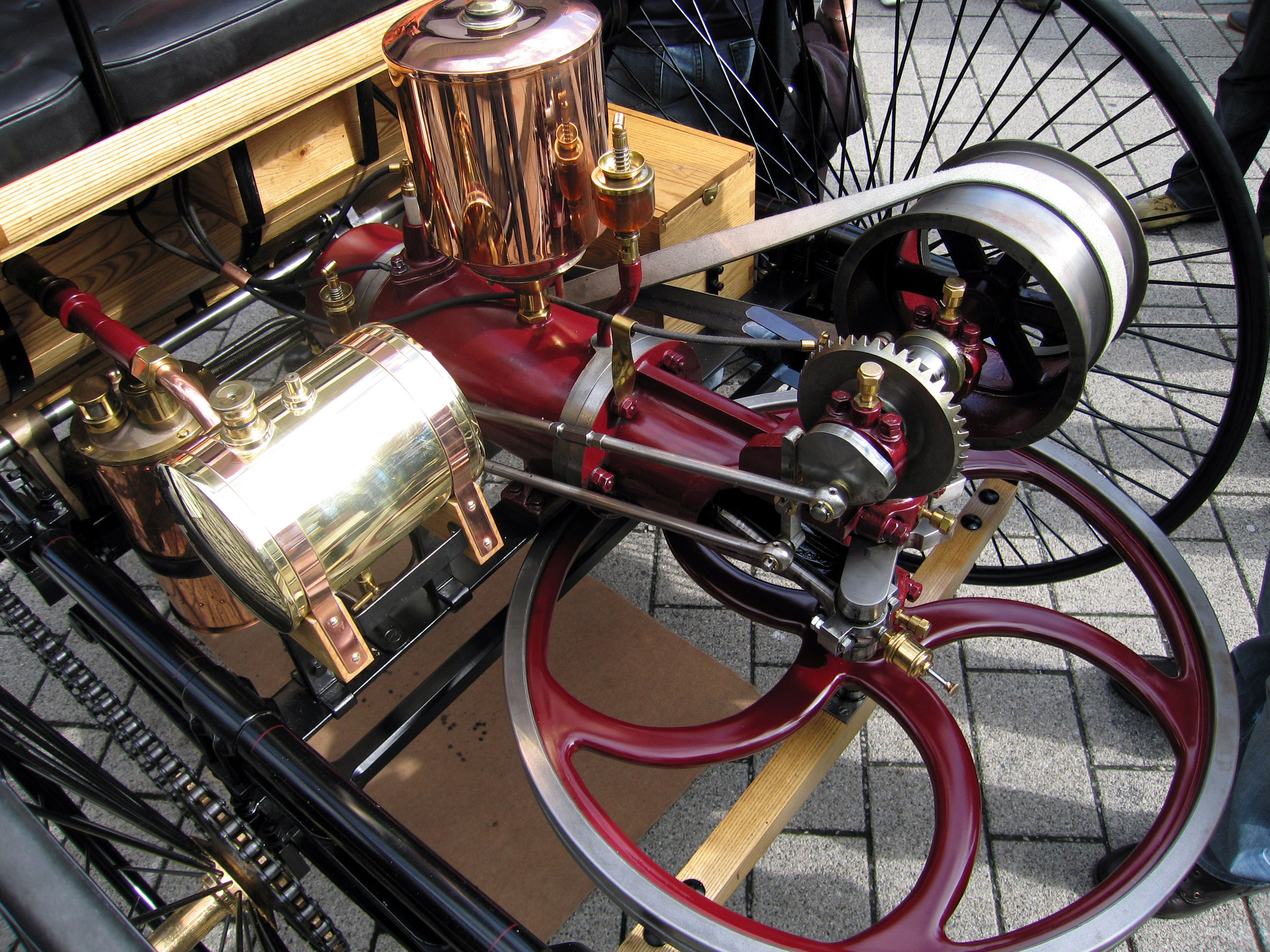
Moteur de la Benz Patent Motorwagen
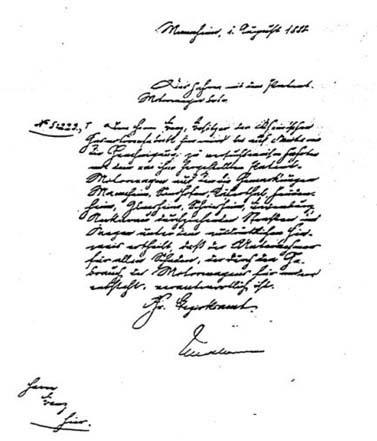
Le premier permis de conduire, délivré à Carl Benz le 1er août 1888
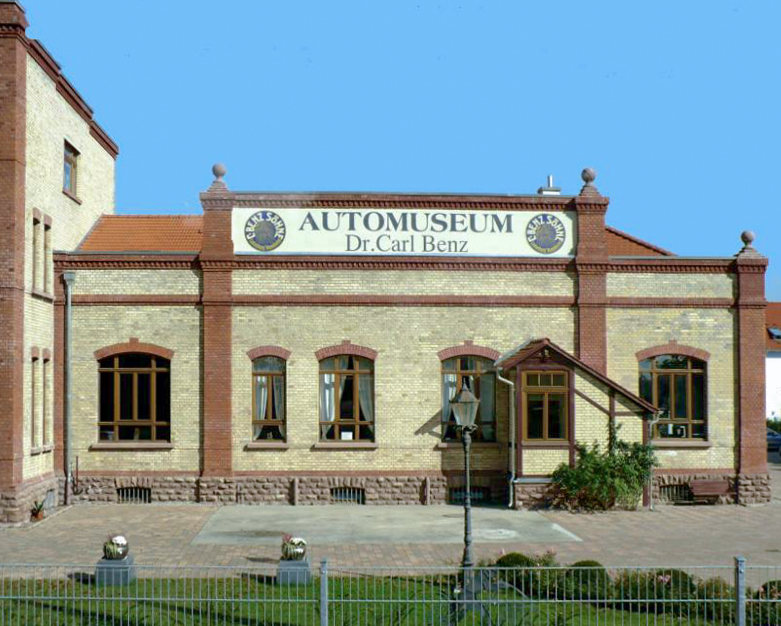
Le musée automobile du Dr Carl Benz à Ladenburg, Allemagne
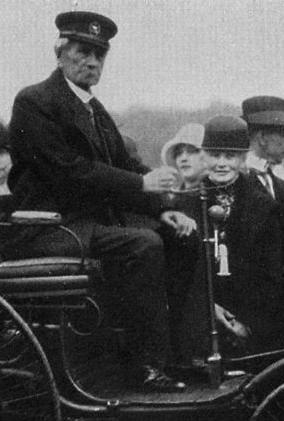
Carl et Bertha Benz, en 1925.
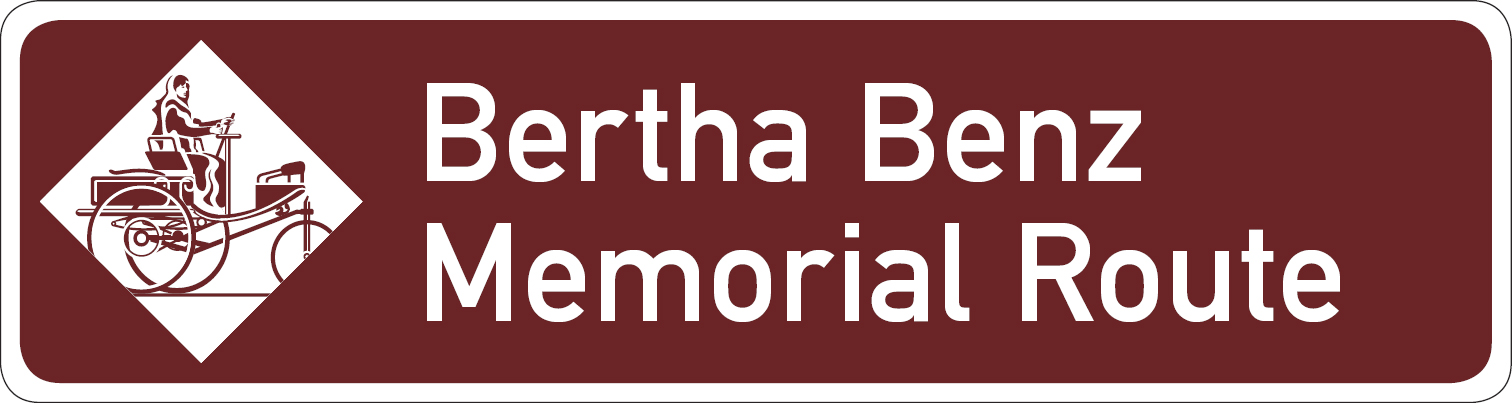
Panneau officiel de la Bertha Benz Memorial Route, commémorant le premier long trajet sur la Benz Patent Motorwagen par Bertha Benz en 1888
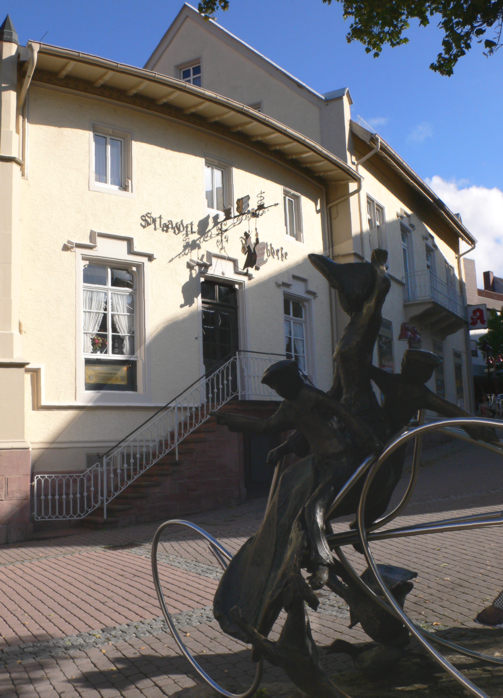
La première station-essence, la pharmacie de Wiesloch, Allemagne